# Шапоња
Шапоња је српско презиме које је било распрострањено највише у области Северна Далмација, односно насељеним местима Добропољци, Бенковац, Вукшић, Коларина, Смилчић, Мирање, Горње Церање, а у деценијама након Другог светског рата изражена је и њихова миграција у хрватске градове, пре свих Задар и Ријеку. Слава им је Свети Стефан, Свети Василије Велики или Свети Јован. У 20. веку највише Шапоња рођено је у селу Добропољци, у севернодалматинској области Буковица, у којем их је 1953. године било 164, односно 22% становништва. Шапоње из Добропољацa славе Светог Василија Великог. Осим у Северној Далмацији, Шапоња је, у знатнијем броју, било и у области Банија, у селу Мала Паукова, у којем их је 1950-их било 60. У Хрватској је средином прошлог века било око 400 Шапоња, а данас их је мање од 200. Данас Шапоња у Хрватској највише има у градовима Задар и Ријека. Овакви подаци последица су хрватске војне акције, под називом Операција Олуја, током које су Срби протерани са бенковачког подручја.